# Željko Šakić
Željko Šakić (nacido el 14 de abril de 1988 en Zagreb) es un jugador de baloncesto croata que pertenece a la plantilla del Élan Chalon de la LNB Pro A francesa. Con 2.04 metros de estatura, juega en la posición de pívot.

## Trayectoria
Se formó en las filas del KK Cibona de Zagreb (2005-06) y posteriormente jugó con el Kaptol Zagreb (2006-07), el KK Dubrava Zagreb (2007-2010), el Zrinjski Mostar (2010-11), el Siroki Wwin (2011-13) y el Sutor Montenagraro (2013-14).
En la temporada 2014-15, jugaría en el BAXI Manresa, con el que promedió 10.2 puntos y 5 rebotes por encuentro. Durante su etapa en Manresa, Sakic fue elegido MVP de la jornada 4 con una actuación sobresaliente de 29 puntos, 7 rebotes y 34 de valoración.
Más tarde, Sakic pasaría por Bulgaria, Croacia, Rumanía, Polonia y Lituania.
En la temporada 2020-21, firma por el BC Avtodor Saratov, con el que promedia de 12.2 puntos y 6.7 rebotes por encuentro. 
El 7 de mayo de 2021, regresa a España para jugar en las filas del Movistar Estudiantes de Liga Endesa.
En la temporada 2021-22, firma por el BC Avtodor de la VTB United League.
En la temporada 2022-23, firma por el BC Lietkabelis de la Lietuvos Krepšinio Lyga. El 1 de julio de 2023 rompió su contrato con el club.
El 11 de julio de 2023 fichó por el Tofaş de la Basketbol Süper Ligi (BSL) turca.
El 5 de septiembre de 2024 firmó con el Élan Chalon de la LNB Pro A francesa.

## Palmarés
- HKK Široki (Bosnia-Herzegovina). Liga bosnia. Campeón 2011, 2012 y 2013.
- HKK Široki (Bosnia-Herzegovina). Copa. Campeón 2012.